# Billy Kerr
William „Billy“ Kerr (* 26. Februar 1945 in Ballymena; † 14. August 2012 ebenda) war ein irischer Radrennfahrer.
Der Nordire Billy Kerr war als Radrennfahrer fast ausschließlich in seinem Heimatland aktiv. Dort gewann er nahezu alle wichtigen Wettbewerbe: So 1978 und 1979 die Irish Sea Tour of the North, 1978 das Shay Elliott Memorial und das Sealink Race. 1980 entschied er die Gesamtwertung von Rás Tailteann für sich. 1981 und 1982 gewann er die Tour of Ireland und 1983 die Tour of Ulster.
Zweimal – 1978 und 1982 – startete Kerr für Nordirland bei den Commonwealth Games. 1978 in Edmonton belegte er Platz 22 im Straßenrennen, vier Jahre später in Brisbane wurde er Vierter im Einzelzeitfahren.
1980 startete Kerr bei den Olympischen Spielen in Moskau im olympischen Straßenrennen und belegte Rang 41.